# O. P. Zier

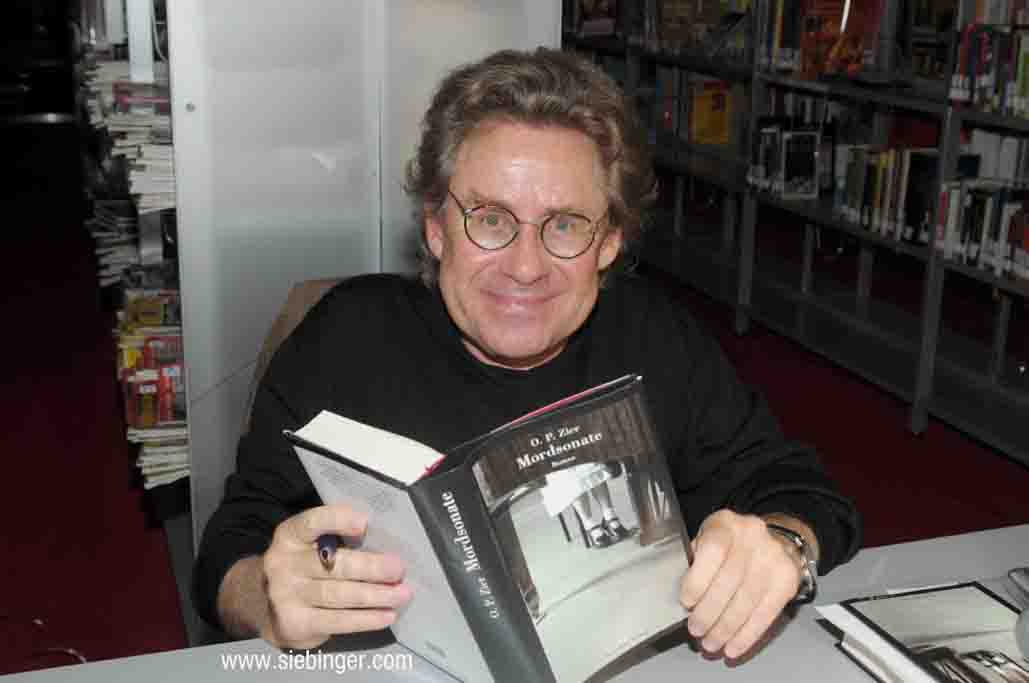
O.P. Zier bei der Präsentation seines Werkes Mordsonate in Salzburg

O. P. Zier, Othmar Peter Zier, (* 20. Oktober 1954 in Schwarzach im Pongau, Salzburg als Othmar Peter Zierlinger) ist ein österreichischer Schriftsteller.

## Leben
Aufgewachsen in Lend, lebt er heute als freier Schriftsteller in St. Johann im Pongau und Eschenau im Pinzgau. Er schrieb zahlreiche Arbeiten für Hörfunk (Hörspiele, Features, Funkessays etc.) und Fernsehen (Spiel- und Dokumentarfilme) für österreichische und deutsche Sender. Er publizierte in Zeitungen (Die Zeit, Hamburg; Die Presse, Wien; Salzburger Nachrichten, Der Standard etc.) und Zeitschriften (profil, Wien; Literatur und Kritik, Salzburg usw.). Sein jugendlicher Heimatort Lend ist immer wieder Schauplatz in seinen Erzählungen und Romanen, zum Beispiel in Sturmfrei und Himmelfahrt.
O. P. Zier ist mit der Professorin für Philosophie, Psychologie und Geschichte, Annemarie Zierlinger verheiratet. Der gemeinsame Sohn, Rainer Zierlinger, ist seit 2010 Sportredakteur beim privaten Fernsehsender ServusTV.
Zier ist Vorstandsmitglied der Salzburger Autorengruppe sowie der IG Autorinnen Autoren in Wien.

## Auszeichnungen
- 1976 Förderungspreis des Literarischen Arbeitskreises der Universität Klagenfurt
- Fernsehspielpreis des ORF
- 1977 Theodor-Körner-Förderungspreis
- 1981 1. Kulturpreis der Stadt St. Johann im Pongau
- 1987 Georg-Rendl-Literaturpreis für Sturmfrei
- 2000 Buch.Preis für Himmelfahrt

## Werke
- Traumlos. Erzählungen. Verlag Alfred Winter, Salzburg 1977, ISBN 3-85380-014-9.
- Menschen am Land. Residenz Verlag, Salzburg 1981; einschließlich einer autobiografischen Darstellung seiner Heimat im Kapitel Lendliche Idylle – Bilder ohne Ausstellung.
- Der rettende Sprung auf das sinkende Schiff. Gedichte, Epigramme. Nachwort von Wendelin Schmidt-Dengler, Edition Freibord, Wien 1988, ISBN 3-900483-26-6.
- Andeutungen. Ein Lesebuch. Edition Prolit, Salzburg 1994.
- Schonzeit. Roman. Otto Müller Verlag, 1996, ISBN 978-3-7013-0925-2.
- Himmelfahrt. Roman. Otto Müller Verlag, 1998, ISBN 978-3-7013-0972-6.
- Sturmfrei. Roman. Otto Müller Verlag, Salzburg/Wien 2001: autobiographischer Roman über seine Heimatgemeinde Lend im Pinzgau, ISBN 978-3-7013-1027-2.
- Lend Nr. 26. In: Kleine Heimatkunde. Anthologie. 2003.
- Vom Diesseits der Wünsche ins Jenseits ihrer Erfüllung. Gedichte. Otto Müller Verlag, Salzburg/Wien 2005, ISBN 3-7013-1096-3.
- Tote Saison. Roman. Residenz Verlag, St. Pölten/Salzburg 2007, ISBN 978-3-7017-1485-8.
- Mordsonate. Roman. Residenz Verlag, St. Pölten/Salzburg 2010, ISBN 978-3-7017-1554-1.
- Komplizen des Glücks. Roman. Residenz Verlag, St. Pölten, Salzburg/Wien 2015, ISBN 978-3-7017-1642-5.
- Berichte eines Landeis. Kolumnen aus vierzehn Jahren. tandem:essay 6. Edition Tandem, Salzburg/Wien 2024, ISBN 978-3-903516-05-2.

### Fernsehfilme (Spiel- und Dokumentarfilme)
- Rien ne va plus, Maria, ORF 1978
- Bildhaft gewordene Bedrohung, ORF 1979
- Ländliche Idylle – eine Illusion?, ORF 1983
- ...vom täglichen Brot der kleinen Einfälle, ORF 1987; 3sat
- Faistauers Erben, ORF 1988
- Wenn der Alltag nicht alltäglich ist …, ORF 1992
- Prost!, ORF 1994
- Wenn Gäste arbeiten …, ORF 1995
- Auf dem Berg und doch zu Hause, ORF 1996; 3sat
- Aus einer anderen Welt, ORF 1998
- Im Dunkel des Tages, ORF 2000; 3sat

### Kinofilm
- Gastrolle des „Odradek“ in Kafka, Kiffer und Chaoten von Kurt Palm

### Hörspiele
- Das Anwachsen der Schatten, ORF 1982
- Der rettende Sprung auf das sinkende Schiff, ORF 1987
- Der doppelte Boden der einfachen Wahrheit, ORF 1988
- Lückenlose Beweisführung, Radio Bremen 1992; Bayerischer Rundfunk

### Bühnenstück
- Das Verhör, Minidrama, Uraufführung Tiroler Landestheater, 1992

### CDs
- Hörblicke, Radiominiaturen, Elisabethbühne, Salzburg 1994
- Einspielung auf Best of Literaturhaus Salzburg, Edition Eizenbergerhof, Salzburg 2001